# Georg Duncker
Paul Georg Egmont Duncker (* 6. Mai 1870 in Hamburg; † 28. Juli 1953 in Ahrensburg) war ein deutscher Ichthyologe und in dieser Eigenschaft Kustos und Zoologe am Zoologischen Museum Hamburg.

## Leben
Georg Duncker wurde als Sohn eines vermögenden hamburgischen Kaufmanns geboren. Er studierte zunächst Medizin, dann Zoologie und promovierte 1893 in Kiel. Es folgten Reisen und Aufenthalte in Karlsruhe, Neapel, Plymouth und Cold Spring Harbor.
1900 ließ er sich von Bruno Mencke als Teilnehmer an einer Expedition zum Bismarck-Archipel anheuern, die er jedoch bereits in Herbertshöhe in Deutsch-Neuguinea verließ, kurz bevor der Organisator von Einheimischen auf den St.-Matthias-Inseln erschlagen wurde. Duncker blieb in Hinterindien, wo er zeitweise am Museum in Kuala Lumpur arbeitete und Sumatra, Ceylon und Indien bereiste.
Im Jahre 1904 beschrieb er als Rasbora heteromorpha einen Keilfleckbärbling, der kleinere Fließgewässer des Regenwaldes in Südostasien bevölkert. Im ersten Jahr war er an der Hamburger Südsee-Expedition beteiligt. Mit dem Organisator Georg Thilenius und dem Leiter Friedrich Fülleborn scheint es Differenzen persönlicher Art gegeben zu haben.
Danach blieb Duncker in Hamburg, wo er seit 1928 als Kustos und Professor am zoologischen Museum tätig war. Seit 1939 war er Ehrenmitglied der American Society of Ichtyologists and Herpetologists.